# Sander Bisseling
Sander Bisseling (ur. 9 listopada 1985 w Wijchen) – holenderski kolarz BMX, srebrny medalista mistrzostw świata.

## Kariera
Największy sukces w karierze Sander Bisseling osiągnął w 2009 roku, kiedy zdobył srebrny medal w konkurencji cruiser podczas mistrzostw świata w Adelaide. W zawodach tych wyprzedził go jedynie jego rodak Ivo van der Putten, a trzecie miejsce zajął Francuz Vincent Pelluard. Był to jedyny medal wywalczony wśród seniorów przez Bisselinga na międzynarodowej imprezie tej rangi. Jako junior zdobył brązowy medal w wyścigu klasycznym na rozgrywanych sześć lat wcześniej mistrzostwach świata w Perth. Nie brał udziału w igrzyskach olimpijskich.